# Birkeland Bro
58°16′25″N 006°49′16″Ø / 58.27361°N 6.82111°Ø
Birkeland bro blev åbnet 30. august 2006 og ligger nord for Feda i Kvinesdal kommune i Vest-Agder fylke i Norge. Broen er 264 meter lang og er en del af europavej 39, mellem Lyngdal og Flekkefjord.